# St. Laurentius (Hetzles)

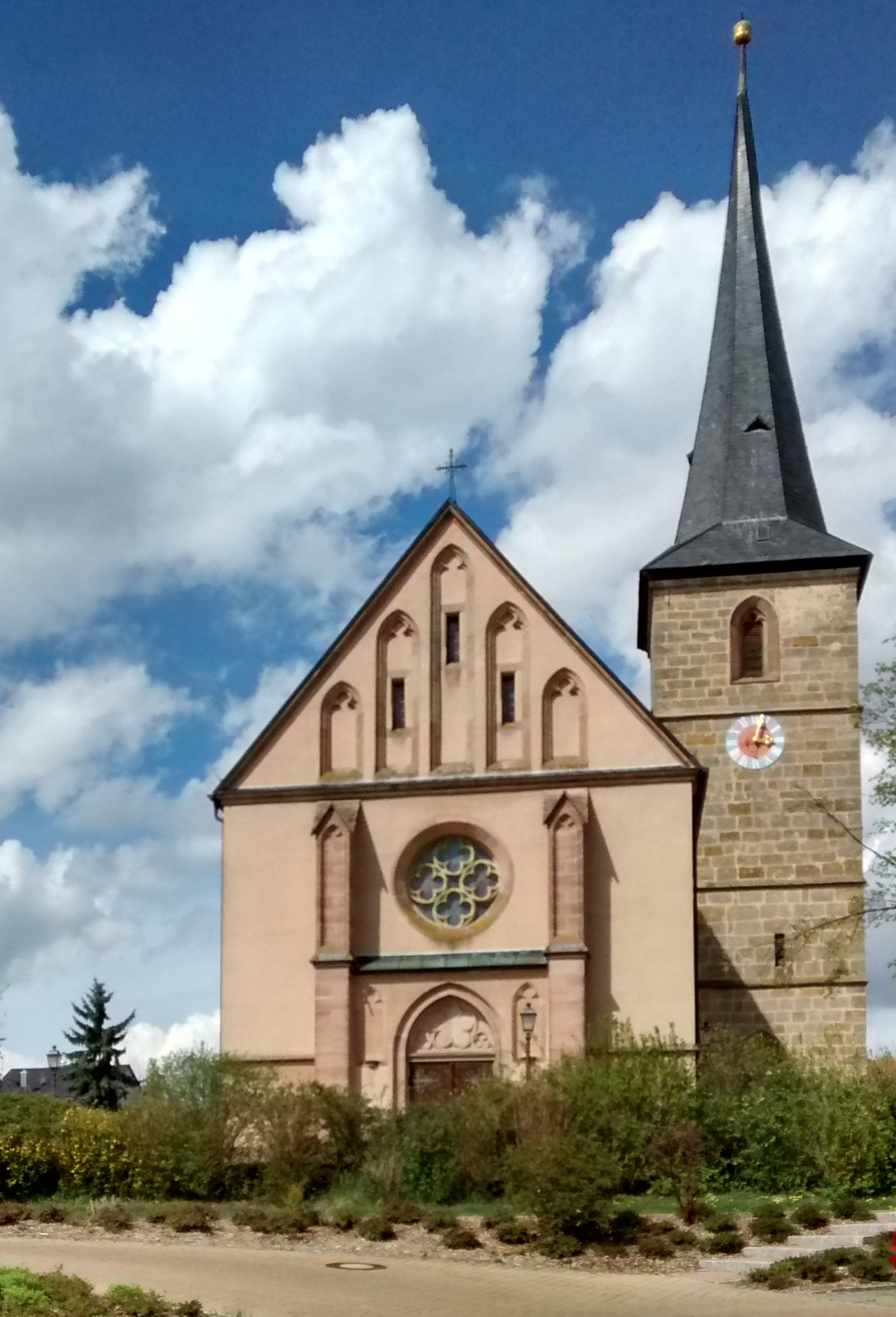
St. Laurentius (Hetzles)

Die römisch-katholische, denkmalgeschützte Pfarrkirche St. Laurentius steht in Hetzles, einer Gemeinde im Landkreis Forchheim  (Oberfranken, Bayern). Das Bauwerk ist unter der Denkmalnummer D-4-74-137-4 als Baudenkmal in der Bayerischen Denkmalliste eingetragen. Die Kirche gehört zum Seelsorgebereich Neubau im Dekanat Forchheim des Erzbistums Bamberg.

## Beschreibung
Die neugotische Saalkirche wurde 1884–91 nach Plänen von Franz Josef von Denzinger anstelle eines Vorgängerbaus aus dem 15. Jahrhundert gebaut. Erhalten blieb der spätgotische Chorturm, der nun als Kirchturm an der Ostseite des Langhauses steht und mit einem achtseitigen Knickhelm bedeckt wurde. Das Langhaus hat im Norden einen eingezogenen Chor mit polygonalem Schluss. Die Kirchenausstattung stammt aus der Bauzeit. Die Orgel mit 15 Registern, 2 Manualen und einem Pedal wurde 1886 von G. F. Steinmeyer & Co. gebaut.